# Scatopsciara antefluviatilis
Scatopsciara antefluviatilis är en tvåvingeart som beskrevs av Werner Mohrig och Roschmann 1994. Scatopsciara antefluviatilis ingår i släktet Scatopsciara och familjen sorgmyggor.
Artens utbredningsområde är Schweiz. Inga underarter finns listade i Catalogue of Life.